# أنيكو كالوفيتش
أنيكو كالوفيتش (من مواليد 13 مايو 1977) هي عداءه مجرية متخصصة في سباق 10000 متر والماراثون. وهي لاعبة أولمبية لأربع دورات (2000-2012) وفازت بكل من ماراثون البندقية وماراثون إيطاليا.

## حياة مهنية
ولدت في زومباثلي. في عام 1996، حصلت على المركز الحادي عشر في سباق 5000 متر سيدات في بطولة العالم للناشئين في ألعاب القوى لعام 1996 التي أقيمت في سيدني، أستراليا. وفي سباق 10.000 متر، احتلت المركز الثامن في بطولة أوروبا عام 1998، وتنافست في دورة الألعاب الأولمبية عام 2000 وحصلت على المركز الرابع عشر في بطولة أوروبا عام 2002. كما احتلت المركز 37 في بطولة العالم لنصف ماراثون 2001. ثم احتلت المركز العشرين في بطولة العالم 2003 والألعاب الأولمبية 2004، وكلاهما في سباق 10000 متر. كما فازت بالميدالية البرونزية في بطولة أوروبا للعدو الريفي 2003.

## الإنجازات
| العام      | المسابقة                  | المكان          | المركز     | حدث        | ملاحظة     |
| تمثل المجر | تمثل المجر                | تمثل المجر      | تمثل المجر | تمثل المجر | تمثل المجر |
| ---------- | ------------------------- | --------------- | ---------- | ---------- | ---------- |
| 1996       | بطولة العالم للناشئين     | سيدني، أستراليا | 13th (h)   | 3000م      | 9:28.88    |
| 1996       | بطولة العالم للناشئين     | سيدني، أستراليا | 11th       | 5000م      | 16:28.33   |
| 1997       | بطولة أوروبا لألعاب القوى | توركو، فنلندا   | 4th        | 10,000م    | 33:27.41   |
| 2006       | ماراثون إطاليا ‏           | كاربي           | 1st        | ماراثون    | 2:26:43    |
| 2007       | ماراثون إطاليا ‏           | كاربي           | 1st        | ماراثون    | 2:28:17    |
| 2008       | ماراثون البندقية ‏         | البندقية        | 1st        | ماراثون    | 2:31.24    |

## الجوائز
- أفضل رياضي مجري للعام (1): 2008